# مارک هیلدرث
مارک هیلدرث (انگلیسی: Mark Hildreth؛ زادهٔ ۲۴ ژانویهٔ ۱۹۷۸) بازیگر اهل کانادا است. وی از سال ۱۹۸۶ میلادی تاکنون مشغول فعالیت بوده‌است.
از فیلم‌ها یا برنامه‌های تلویزیونی که وی در آن نقش داشته است، می‌توان به رستاخیز، باربی و سه تفنگ‌دار و هجده اشاره کرد.